# Чигиринка (Могильовська область)
Чигиринка (біл. Чыгірынка, діал. Чыгрынка) — село у складі Стайківської сільради, Кіровський район, Могильовська область, Республіка Білорусь.

## Географічне положення
Розташований населений пункт на березі Чигиринського водосховища.

## Історія
У 1862 році завдяки старанням місцевого священика Миколи Борейка на селянській землі засновано 1-класне народне училище (станом на 1894 рік — 31 хлопчик і 9 дівчаток).
У 1924—1954 роках центр Чигиринської сільської ради.
Село було спалене вщент 1943 року 658-м Східним батальйоном Вермахту під командуванням майора Альфонса Ребане.
Звільнено в 1944 році радянськими військами 1-го Білоруського фронту.

## Інфраструктура
У селі є магазин, фельдшерсько-акушерський пункт, клуб, школа, пошта, бібліотека, в околицях — багато баз відпочинку.

## Культура
- Історико-краєзнавчий музей «Чигиринська середня школа», відкрито 28 серпня 1988 року.
- Щорічний регіональний фестиваль «Сенофест». Проводиться з метою відродження народних традицій і обрядів, традиційної культури сінокосіння й сінокосних жнив і підвищення туристичної привабливості Кіровського району.